# نادي الاستقلال للسيدات
نادي الاستقلال Al-Istiqlal Club هو نادي كرة قدم نسائي مقره في عمان، الأردن. يلعب النادي في الدوري الأردني للسيدات للمحترفين، وهو أعلى مستوى لكرة القدم النسائية الأردنية. 

## تاريخه
تأسس النادي في عام 1986 بهدف تطوير كرة القدم النسائية في الأردن.  وفي 25 سبتمبر 2008م عين النادي هشام الشراري كرئيس للنادي لمدة عامين قادمين. 
في 2 أبريل 2015، أوضحت لاعبة نادي الاستقلال روان التل طموح الفريق في البقاء في الدوري الأردني للسيدات للمحترفين 2015 وعدم الهبوط إلى الدرجة الثانية. في 4 نوفمبر 2015 تم تعيين زكريا حجازي رئيساً لمجلس إدارة النادي.
في 20 أغسطس 2016، عين نادي الاستقلال السورية ردينة آغا شيشاني مديرة للنادي.
في مايو 2018، نظمت واستضاف نادي الاستقلال بطولة رمضانية لكرة القدم الخماسية، والتي ضمت 8 أندية للسيدات حول الأردن.
في 29 أبريل 2019، تعاقد نادي الاستقلال مع لاعبتين تونسيتين لكرة القدم، غادة العيادي وسامية عوني، وهي المرة الأولى التي يتعاقد فيها نادي نسائي أردني مع لاعبات من الخارج في الدوري الأردني للسيدات للمحترفين.   وقد أثمر استثمارهم عن نتائج إيجابية، حيث وجد نادي الاستقلال نفسه في صدارة الدوري الأردني للسيدات للمحترفين لعام 2019 بعد لعب مباراتين.
في 24 نوفمبر 2021، أعيد انتخاب زكريا عمر حجازي رئيسًا للنادي.
في 5 يناير 2022، هدد نادي الاستقلال بحل النادي، بعد أن تقدم أمين الصندوق ورئيس اللجنة الرياضية أيمن الفاعوري بشكوى بشأن تأخر دفع مستحقات النادي من الاتحاد الأردني لكرة القدم منذ نوفمبر 2021.  في 17 مايو 2022 تقدم عضو مجلس الإدارة عروب العبادي بطلب الترشح لانتخابات اتحاد كرة القدم الأردني، بدعم من أيوب الفاعوري.
في 21 أكتوبر 2023 فاز علي العمايرة بانتخابات رئاسة نادي الاستقلال.
خلال موسم دوري المحترفين للسيدات الأردني 2023، كان نادي الاستقلال هو النادي الوحيد الذي وظف مديرة من خلال سارة الشهابي البالغة من العمر 34 عامًا، مع قيام الأندية الأربعة الأخرى بتعيين مديرين من الرجال. غادرت في الموسم التالي، وانضمت إلى نادي عمان إف سي كمساعدة للمدير.

## التشكيلة الحالية
آخر تحديث 18 سبتمبر 2024.
ملاحظة: تشير الأعلام إلى المنتخب بحسب قواعد الأهلية المعتمدة من قبل الفيفا؛ تنطبق بعض الاستثناءات المحدودة. وقد يحمل اللاعبون أكثر من جنسية لا تعترف بها الفيفا.
| الرقم | البلد  | المركز | اللاعب        |
| ----- | ------ | ------ | ------------- |
|       | العراق |        | أريام الزهيري |
|       | الأردن |        | جود العبادي   |
|       | الأردن |        | جود عصفور     |
|       | الأردن |        | ديما الوديان  |
|       | الأردن |        | رغد النعيمي   |
|       | الأردن |        | رافال طه      |
|       | الأردن |        | ريتال الشوبكي |
|       | الأردن |        | سبأ الصقور    |
|       | غانا   |        | أدونجو صفية   |
|       | الأردن |        | علا عواد      |

| الرقم | البلد  | المركز | اللاعب              |
| ----- | ------ | ------ | ------------------- |
|       | غانا   | مهاجم  | فيرونيكا أبياه      |
|       | الأردن |        | كرستين حجازي        |
|       | الأردن |        | لاريسا الفرش        |
|       | الأردن |        | ليان عبيد           |
|       | الأردن |        | ملاك كادراوي        |
|       | غانا   | وسط    | نانا يا مينجل أندوه |
|       | الأردن |        | ناتالي المصاروة     |
|       | الأردن |        | هديل المصري         |
|       | الأردن | وسط    | ياسمين الأجرب       |